# Podîdar, Șîroke
Podîdar (în ucraineană Подидар) este un sat în comuna Ceapaievka din raionul Șîroke, regiunea Dnipropetrovsk, Ucraina.

## Demografie
Componența lingvistică a localității Podîdar
     Ucraineană (100%)
Conform recensământului din 2001, toată populația localității Podîdar era vorbitoare de ucraineană (100%).